# ولیمادا
ولیمادا (به لاتین: Welimada) یک منطقهٔ مسکونی در سری‌لانکا است که در استان یووا واقع شده‌است. ولیمادا ۱٬۰۱۷ متر بالاتر از سطح دریا واقع شده‌است.